# Stam (antropologie)
Een stam is in de antropologie een gemeenschap van mensen die groot genoeg is om uit verschillende onderdelen te bestaan, maar waarin de economische situatie nog niet toelaat dat er een elite kan ontstaan. Stammen zijn grotendeels egalitaire groepen die vaak uit meerdere bands bestaan. Stammen zijn meestal niet groter dan enkele duizenden personen. Het begrip stam slaat dus op een bepaalde vorm van politieke organisatie.

## Kenmerken
Een stam kan enkele honderden mensen omvatten tot enkele duizenden. Het zijn van oorsprong onderling verwante families of clans, maar niet altijd. In het begin was de familierelatie het belangrijkste bindende element, maar naarmate een stam groeide, naast uitbreiding door geboorteaanwas ook door opneming van niet verwante mensen in de stam, kwam dit meer op de achtergrond te staan. Het belangrijkste bindende element werd nu de gemeenschappelijke cultuur zoals dezelfde onderlinge taal en religie, dezelfde gebruiken bij ambachten, kunst en bij gemeenschappelijke werkzaamheden als vissen en jagen, landbouw en veehouderij. Vaak zijn er ook informele leiders; opperhoofden meestal met een 'adviesraad' gevormd door ervaren 'stamoudsten' en een in de loop der eeuwen gegroeide verzameling tradities en wetten, waarin al het belangrijke geregeld wordt.

## Geschiedenis
De eerste menselijke gemeenschappen waren allen op bands die later uitgroeiden tot stamverbanden. Het is in de westerse wereld tegenwoordig een historisch begrip. De Romeinen schreven over de stammen die ze bij hun veroveringstochten tegenkwamen. Voorbeelden uit Noordwest-Europa zijn de Germanen onderverdeeld in Franken, Bataven, Friezen, Goten en vele andere stammen. Uit de Hebreeuwse Bijbel en andere bronnen kennen we de 12 stammen van de Israëlieten en andere stammen uit het midden-oosten zoals de Amorieten. De Westerse wereld is sinds de vroege middeleeuwen niet meer op stamverbanden gebaseerd maar op staten. In veel landsnamen van Europese staten is nog wel vaak de naam van de belangrijkste stammen terug te vinden die aan de oorsprong van deze staten hebben bijgedragen. Bekende voorbeelden zijn Frankrijk: het rijk van de Franken en Engeland: het land van de Angelen.
In de moderne wereld zijn er groeperingen die ook stamkenmerken hebben zoals gangsters en Hells Angels waarbij waarden als 'trouw aan de leider en groep' en soms zelfs initiatieriten belangrijk zijn.

## Afrika
In de Afrikaanse context wordt vaak ten onrechte nog van stammen gesproken in plaats van volkeren. Het begrip stam zoals gedefinieerd in het hoofdartikel is niet van toepassing op het grootste deel van de duizenden volkeren die in Subsaharaal Afrika wonen. Zowel in aantal als in verbreiding overstijgen deze groepen mensen de kenmerken als hierboven in het kernartikel gegeven.
Veel Afrikaanse volkeren zijn weer op te splitsen in kleinere eenheden gebaseerd op een dorp of groep dorpen, streek en de bijbehorende gedeelde gebruiken, politiek systeem en dialect. Deze eenheden komen het meest overeen met de gangbare definitie van stam, maar zijn dus ondergeschikt aan het grotere geheel van het volk. Binnen deze kleinere plaatselijke eenheden zijn dan vaak weer clans te onderscheiden.
Het veelvuldige gebruik van het woord stam in de Afrikaanse context zoals zelfs nu nog veel voorkomt in de moderne media, komt vaak voor uit een stereotiep beeld van primitiviteit waarmee men Afrika associeert. Ook lijkt het een gewoonte te zijn in de context van de beschrijving van de Afrikaanse realiteit. Het is een van de laatste vormen van getolereerd onderscheid tussen volkeren in het kader van politieke correctheid.
Het gebruik van deze term in de Afrikaanse context komt voort uit de koloniale periode en dit heeft doorgewerkt tot de periode waarin we nu leven. Zelfs Afrikanen gebruiken zelf vaak uit gewoonte het woord stam ("tribe") om zichzelf te identificeren met hun volk.

## Azië en Australië
In de afgelegen gebieden zoals oerwouden, bergen en woestijnen en eilandjes van deze werelddelen leven nog vele volkeren in stamverband. Bekende voorbeelden zijn de papoea's, Aboriginals en de stammen op Borneo.

## Noord- en Zuid-Amerika
In Zuid-Amerika, zoals in Suriname kennen we nog wel het begrip stammen. We hebben het hier over de indianenstammen, maar ook over de gevluchte voormalige Afrikaanse slaven die weer in stamverband zijn gaan leven. Plaatselijk bekend als Marrons (vroeger: boslandcreolen).
De inheemse volken uit Noord-Amerika zijn, oppervlakkig gezien, een goed voorbeeld van in stamverband levende volken. Toch past hier dezelfde kanttekening als bij de uitleg over het gebruik van het begrip 'stam' in de Afrikaanse context. Ook hier komt het vaak voort uit een Eurocentrisch, stereotiep beeld van primitiviteit waarmee 'indianen' geassocieerd worden. Bovendien is historisch gezien de aanduiding ‘stam’ systematisch door de Europese en Amerikaanse overheersers oneigenlijk gebruikt: namelijk om, uit door politieke en militaire overwegingen ingegeven eigenbelang, de oorspronkelijke landsgrenzen en culturele identiteit en van de inheemse volken te ‘verleggen’ , respectievelijk te ‘herschrijven’.
De meeste inheemse volken in de Verenigde Staten bijvoorbeeld, die de antropologische context van het begrip 'stam' als paternalistisch en neerbuigend ervaren en zich bovendien bewust zijn van de historisch politieke lading die het woord heeft, kiezen er sinds de jaren 60 van de twintigste eeuw voor om zichzelf naar buiten toe niet langer als Tribe (stam) te profileren, maar als 'people' (volk) of 'Nation' (Natie). Hetzelfde geldt voor het overgrote deel van de Canadees-indiaanse bevolking, die in het kader van een hernieuwd zelfbewustzijn de aanduiding ‘indigenous’ en/of ‘First Nation’ prefereert.
Intern overheerst tegelijkertijd bij de volkeren zelf het besef dat het politieke begrip 'natie' dat ze tegenwoordig preferen, oorspronkelijk een Europees concept is en dus nogal kunstmatig van aard is; het is vaak juist de gedeelde genetische, en dus niet een politieke, afkomst die hen bindt en hen tot een duidelijk identificeerbare gemeenschap maakt. In dat opzicht komt deze 'interne' vorm van identificatie nog het dichtst in de buurt bij het (antropologische) begrip ‘stam’.

## Noorden
Bekende voorbeelden zijn ook de Inuit, eigenlijk bestaande uit een aantal stammen. In Lapland (of Sápmi), het noorden van Noorwegen, Zweden en Finland en het uiterste noordwesten van Rusland, leven de Saami.